# Chiesa di San Bernardino (Busachi)
La chiesa di San Bernardino è un edificio religioso situato a Busachi, centro abitato della Sardegna centrale.

Presumibilmente edificata nel XVI secolo e consacrata al culto cattolico fa parte della parrocchia di Sant'Antonio da Padova, arcidiocesi di Oristano.

## Galleria d'immagini

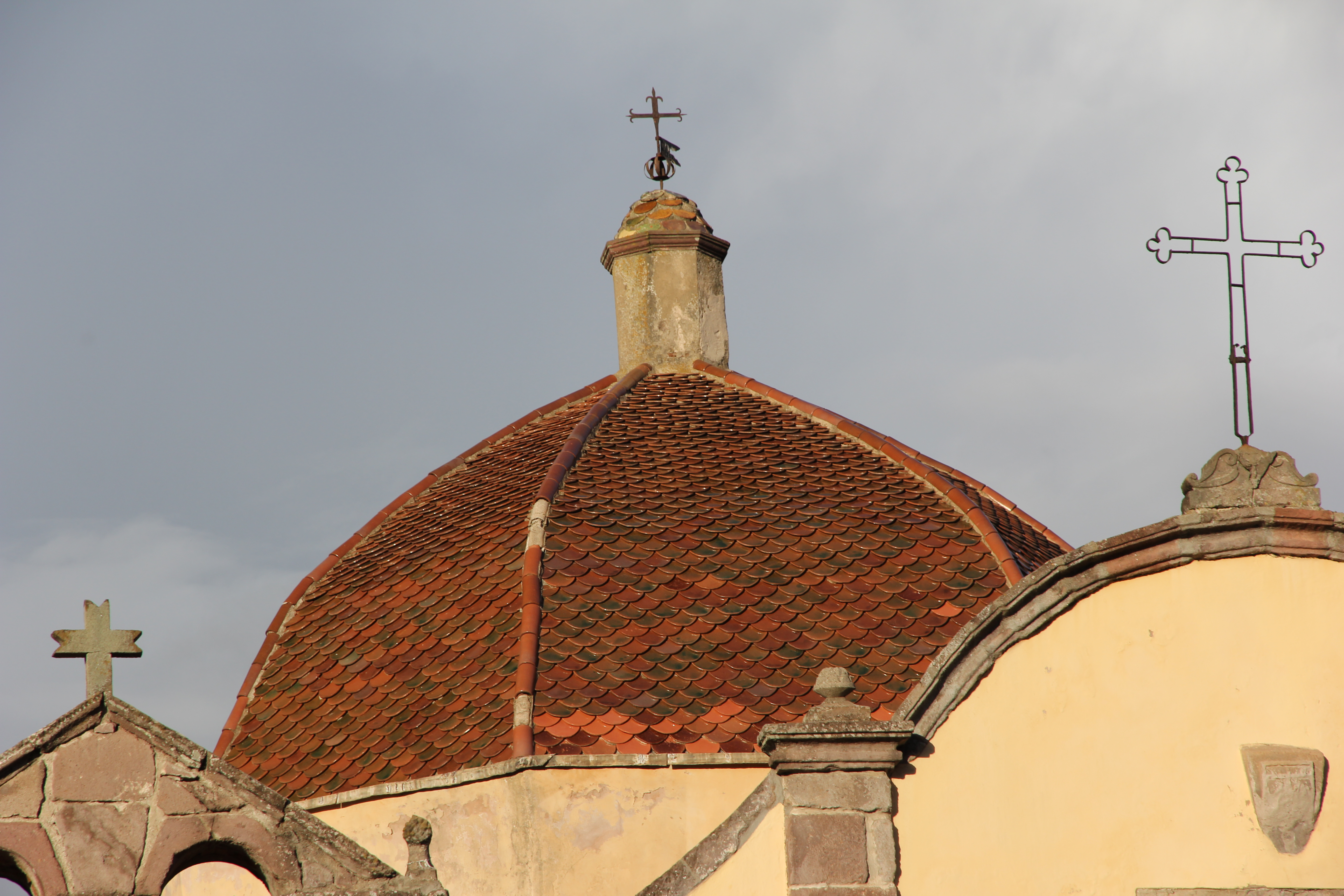
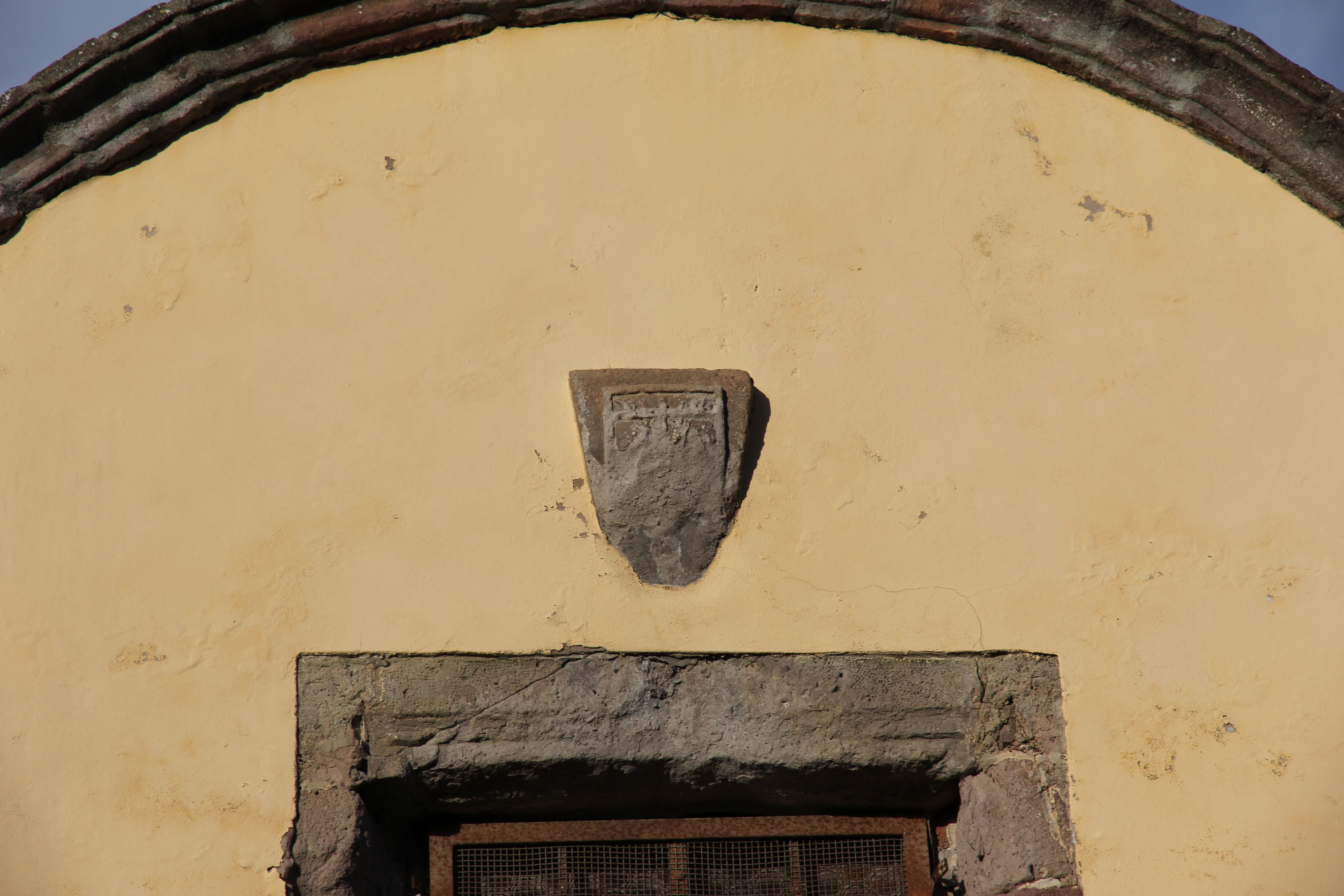
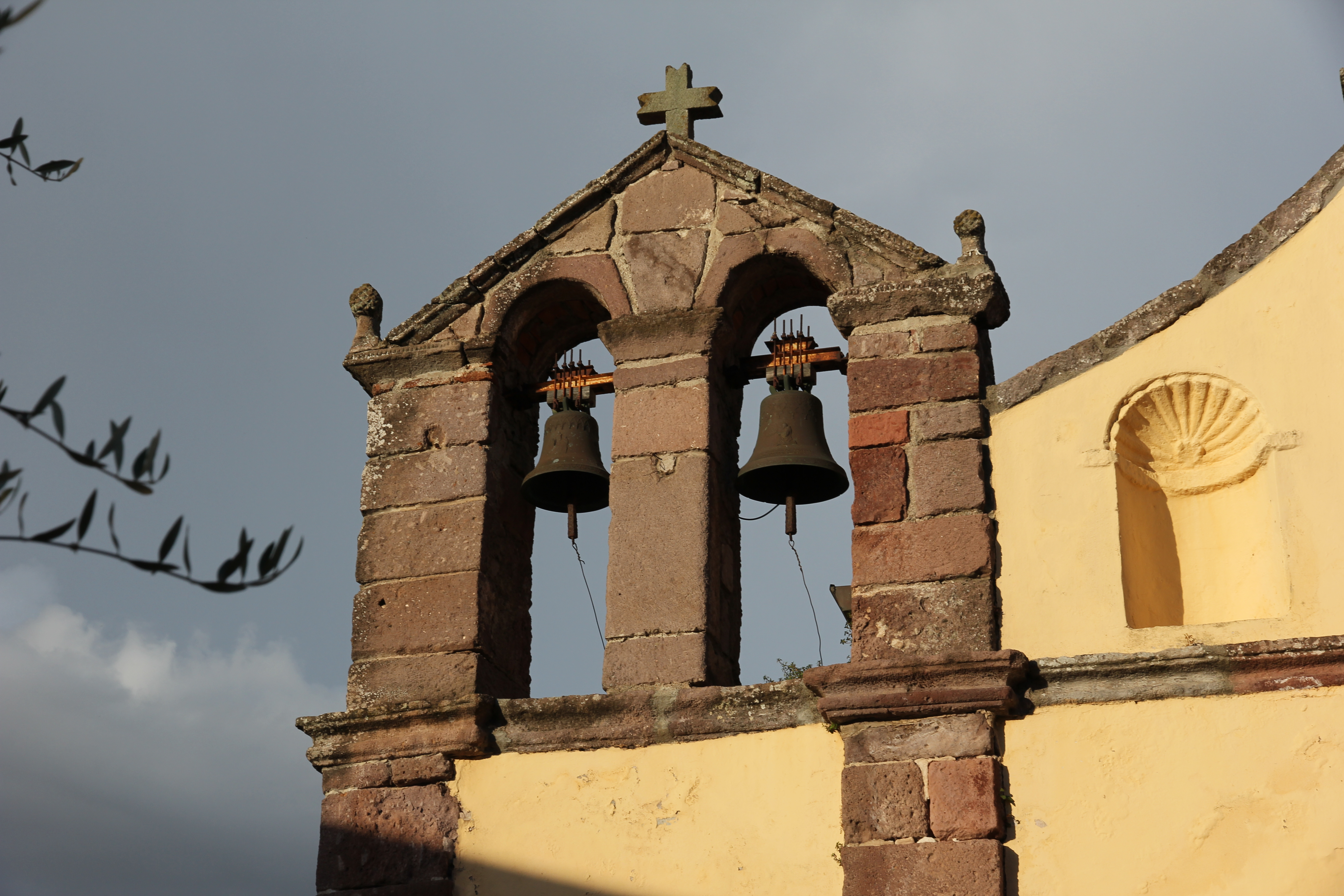